# Даньшуй
25°10′00″ пн. ш. 121°26′00″ сх. д. / 25.166666666667° пн. ш. 121.43333333333° сх. д.
Даньшуй (кит.: 淡水區) — район в місті центрального підпорядкування Республіки Китай Новий Тайбей.
До 2010 року був міською волостю (鎮 zhèn) повіту Тайбей (кит. трад.: 縣; піньїнь: xiàn; певедзі: koān), заснованого 7 січня 1946 року, у складі провінції Тайвань. 25 грудня 2010 року став частиною (кит. трад.: 區; піньїнь: qū; певедзі: ku) новоутовреного міста.

## Географія
Площа району Даньшуй на 10 вересня 2017 становила близько 70,6565 км².

## Населення
Населення району Даньшуй на 2015 становило близько 162 441 осіб. Густота населення становила 2299 осіб/км².